# Chloropoea obscura
Chloropoea obscura är en fjärilsart som beskrevs av Sheffield Airey Neave 1904. Chloropoea obscura ingår i släktet Chloropoea och familjen praktfjärilar. Inga underarter finns listade i Catalogue of Life.